# ГЕС Торболе
ГЕС Торболе (італ. Torbole) — гідроелектростанція на півночі Італії. Становить нижній ступінь у дериваційному гідровузлі на річці Сарка, яка через озеро Гарда належить до сточища По (басейн Адріатичного моря).
Ресурс, зібраний верхньою течією Сарка з Адамелло-Пресанелла Альп, хребта Брента та північного схилу хребта Гарда, потрапляє через ГЕС Санта-Массенца до однойменного озера. Звідси вода дренується далі по лівобережжю до озер Тобліна та Каведіне. Останнє має довжину 2,5 км, ширину 0,6 км, площу поверхні близько 1 км2 та об'єм 5 млн м3. З цієї водойми, створеної на основі озера природного походження, вода подається далі на південь через дериваційний тунель, що прямує паралельно до Сарка через згаданий вище хребет Гарда. Тунель має довжину 14 км та переходить у напірний водогін до машинного залу.
Зал, споруджений на лівому березі Сарка, обладнаний двома турбінами типу Френсіс загальною потужністю 112 МВт, які при напорі у 166 м забезпечують виробництво 369 млн кВт·год електроенергії на рік. Відпрацьована вода відводиться у Сарка трохи менше ніж за 2 км від впадіння в озеро Гарда.
Видача продукції відбувається по ЛЕП, що працює під напругою 220 кВ.